# Nellie McKay
Nellie McKay (London, 1982. április 13. –) brit-amerikai énekesnő, dalszerző, komikus, színésznő.
Angliában született, New Yorkban nevelkedett.

## Pályakép
A Háromgararos operában mutatkozott be 2006-ban a Broadwayen.
A legtehetségesebbnek tartják az amerikai női előadók között. Már az első lemeze bizonyította érettségét és céltudatosságát. Amellett döntött, hogy saját kiadásban jelenteti meg első lemezét, és az  összes kimunkált dalát rátette az albumra. Ezen az első lemezén a negyvenes-ötvenes évek kabaréja és a hatvanas évekből például a Beatles is megidéződik.
Norah Jones mellett szokta emlegetni az, aki valakivel össze akarja hasonlítani.
...elképesztően tehetséges, páratlanul sokoldalú, pofátlanul nagyszájú és lenyűgözően csinos Nellie McKay...
... az a fajta előadó, akit lehetetlen kiszámítani: mindig tele van megvalósítandó ötlettel és az ehhez szükséges energiával, ha a fejébe vesz valamit, azt nem lehet onnan egykönnyen kiverni.

## Lemezek
- 2004: Get Away from Me
- 2006: Pretty Little Head
- 2007: Obligatory Villagers
- 2009: Normal as Blueberry Pie – A Tribute to Doris Day
- 2010: Home Sweet Mobile Home
- 2015: My Weekly Reader
- 2018: Sister Orchid
- 2019: Bagatelles (EP)

## További információ
- Hivatalos oldal
- Nellie McKay az Internet Movie Database-ben (angolul)
- Nellie McKay a Rotten Tomatoeson (angolul)